# (1821) Aconcagua
(1821) Aconcagua es un asteroide perteneciente al cinturón de asteroides descubierto por Miguel Itzigsohn el 24 de junio de 1950 desde el Observatorio Astronómico de La Plata, Argentina.

## Designación y nombre
Aconcagua fue designado inicialmente como 1950 MB.
Posteriormente, a propuesta de Frederick Pilcher, fue nombrado por el Aconcagua, la montaña más alta de América.

## Características orbitales
Aconcagua orbita a una distancia media del Sol de 2,38 ua, pudiendo acercarse hasta 1,902 ua. Su inclinación orbital es 2,104° y la excentricidad 0,2008. Emplea en completar una órbita alrededor del Sol 1341 días.